# Commiphora airica
Commiphora airica là một loài thực vật có hoa trong họ Burseraceae. Loài này được A.Chev. mô tả khoa học đầu tiên năm 1932.